# Cauldron (игра)
Cauldron (с англ. — «Котёл») — компьютерная игра в жанре action-adventure и платформера, выпущенная компанией Palace Software в 1985 году.

## Общая информация
Игрок управляет Ведьмой, у которой злая Тыква украла золотую метлу. Чтобы победить Тыкву и вернуть метлу, Ведьма должна собрать шесть ингредиентов для специального заклинания, которые спрятаны в подземельях.
Сначала игрок должен найти ключи от четырёх пещер, в которых хранятся ингредиенты. Каждый ключ имеет свой цвет и открывает соответствующую пещеру. Окружающий мир представлен в виде ряда экранов, передвигаться по которым можно влево или вправо. Ведьма перемещается на метле. В игре есть несколько типов местности — лес, море, горы, кладбище, и повсюду встречаются враги и опасности (летучие мыши над лесом, чайки над морем, и т. д.), контакт с которыми уменьшает уровень магии у Ведьмы. Врагов можно уничтожать, однако на это тоже расходуется магия. Все ключи лежат на земле, и чтобы их подобрать, Ведьма должна приземлиться. В подземельях игра превращается в платформер — перемещаясь между платформами и избегая опасностей, Ведьма должна подобрать очередной ингредиент и вернуться в свою избушку.

## Отзывы
- CRASH[1] — 91 %
- Sinclair User[2] — 5/5
- Zzap![3] — 87/100

## Сиквел
В 1986 году был выпущен сиквел игры под названием Cauldron II: The Pumpkin Strikes Back. В нём роли поменялись: теперь игрок управлял Тыквой, которая должна была одержать победу над Ведьмой.

## Ремейк
Markus Hohmann’ом был сделан ремейк под платформу Windows, Cauldron Remake.